# Linguizzetta
Linguizzetta – miejscowość i gmina we Francji, w regionie Korsyka, w departamencie Górna Korsyka.
Według danych na rok 1990 gminę zamieszkiwało 755 osób, a gęstość zaludnienia wynosiła 12 osób/km².